# Bresno Polje
Bresno Polje (izvirno srbsko Бресно Поље) je naselje v Srbiji, ki upravno spada pod Občino Trstenik; slednja pa je del Rasinskega upravnega okraja.

## Demografija
V naselju, katerega izvirno (srbsko-cirilično) ime je Бресно Поље, živi 587 polnoletnih prebivalcev, pri čemer je njihova povprečna starost 43,1 let (42,3 pri moških in 43,8 pri ženskah). Naselje ima 174 gospodinjstev, pri čemer je povprečno število članov na gospodinjstvo 4,17.
To naselje je, glede na rezultate popisa iz leta 2002, večinoma srbsko, a v času zadnjih treh popisov je opazno zmanjšanje števila prebivalcev.
|  |

| Demografija | Demografija     | Demografija     |
| Leto        | Št. prebivalcev | Št. prebivalcev |
| ----------- | --------------- | --------------- |
|             |                 |                 |
|             |                 |                 |
|             |                 |                 |
|             |                 |                 |
| 1948        | 820             |                 |
| 1953        | 895             |                 |
| 1961        | 849             |                 |
| 1971        | 842             |                 |
| 1981        | 805             |                 |
| 1991        | 795             | 767             |
| 2002        | 757             | 725             |
|             |                 |                 |

| Etnična sestava po popisu iz leta 2002 | Etnična sestava po popisu iz leta 2002 | Etnična sestava po popisu iz leta 2002 | Etnična sestava po popisu iz leta 2002 | Etnična sestava po popisu iz leta 2002 |
| -------------------------------------- | -------------------------------------- | -------------------------------------- | -------------------------------------- | -------------------------------------- |
| Srbi                                   | Srbi                                   |                                        | 721                                    | 99,44%                                 |
| Čehi                                   | Čehi                                   |                                        | 2                                      | 0,27%                                  |
| Črnogorci                              | Črnogorci                              |                                        | 1                                      | 0,13%                                  |
| Bolgari                                | Bolgari                                |                                        | 1                                      | 0,13%                                  |
| Neznano                                | Neznano                                |                                        | 0                                      | 0,0%                                   |